# Festieux
Festieux är en kommun i departementet Aisne i regionen Hauts-de-France i norra Frankrike. Kommunen ligger  i kantonen Laon-Sud som ligger i arrondissementet Laon. År 2022 hade Festieux 707 invånare.

## Befolkningsutveckling
Antalet invånare i kommunen Festieux
Referens: INSEE